# Aqueduc de Montreuillon
L’aqueduc de Montreuillon est un pont-aqueduc situé à Montreuillon dans le département de la Nièvre. 

## Caractéristiques
L’aqueduc de Montreuillon a été construit entre 1841 et 1843 par l'ingénieur Foureau. Sa longueur est de 152 mètres, sa hauteur de 33 mètres et il comporte 13 arches. 
Il permet le passage de la rigole d'Yonne, longue de 28 km, alimentant le canal du Nivernais depuis le barrage de Pannecière.